# 穆勒半島
穆勒半島是南極洲的半島，位於伊麗莎白公主地，處於埃利斯灣和克羅克灣之間，該半島由挪威製圖師根據該國探險隊拍攝的空中照片被繪入地圖。
68°39′S 77°58′E / 68.650°S 77.967°E